# Український громадський комітет у Чехословаччині
Український громадський комітет у Чехословаччині — громадська і допомогова установа, заснована влітку 1921 у Празі заходами Микити Шаповала, який мав добрі зв'язки з чехословацьким урядом і здобув від нього фінансові засоби для праці Комітету.

## Діяльність комітету
Український громадський комітет (УГК) провадив організаційну і допомогову акцію, спричинився до заснування при допомозі празького уряду Української господарчої академії в Подєбрадах (1922) й Українського педагогічного інституту ім. Михайла Драгоманова в Празі (1923). Спершу УГК охоплював усіх українців, згодом, через політичні й ідеологічні розходження, лише частину. На 1 січня 1924 року УГК мав 91 члена.
У серпні 1925 року уряд Чехословацької республіки ліквідував УГК, і на його місці постав ряд інших організацій.
Головою Комітету був Микита Шаповал, діяльними членами — Никифор Григоріїв, Олександр Мицюк, Микола Галаган.
УГКЧ видавав двотижневик «Громадський вісник», перший номер якого вийшов у Празі 23 вересня 1921 року. На зміну віснику прийшов журнал «Нова Україна».